# Среднебеллаг
Среднебелла́г (Средне-бельский исправительно-трудовой лагерь) — подразделение, действовавшее в структуре Главного управления исправительно-трудовых лагерей Народного комиссариата внутренних дел СССР (ГУЛАГ НКВД СССР).

## История
Среднебеллаг выделен в самостоятельное подразделение в структуре НКВД СССР в апреле 1939 года на базе расформированного в том же году Дальлага. Управление Среднебеллаг располагалось на станции Средне-Белая Амурской железной дороги (ныне ст. Среднебелая Ивановского района Амурской области). В оперативном командовании он подчинялся первоначально Управлению исправительно-трудовых лагерей и колоний Управления НКВД по Хабаровскому краю (УИТЛК УНКВД Хабаровского края), а позднее — непосредственно ГУЛАГу НКВД. В 1948 году вошёл в структуру Управления МВД Амурской области.

## Производство
Основным видом производственной деятельности заключенных Среднебеллага было сельскохозяйственное производство.